# Ichneumon caeruleator
Ichneumon caeruleator là một loài tò vò trong họ Ichneumonidae.